# 山﨑修平
山﨑 修平（やまざき しゅうへい、1984年 - ）は、日本の詩人、文芸評論家。
東京都生まれ。

## 経歴
慶應義塾大学文学部卒。法政大学大学院人文科学研究科日本文学専攻修士課程修了。
2022年『現代詩手帖』「詩誌月評」担当。2023年『週刊読書人』「文芸時評」担当。

## 受賞リスト
- 2017年、第一詩集『ロックンロールは死んだらしいよ』で中原中也賞候補・小熊秀雄賞候補。
- 2020年、第二詩集『ダンスする食う寝る』で第31回歴程新鋭賞を受賞。

## 作品リスト

### 詩集
- 『ロックンロールは死んだらしいよ』思潮社、2016年11月
- 『ダンスする食う寝る』思潮社、2020年6月

### 小説単行本
- 『テーゲベックのきれいな香り』河出書房新社、2022年12月